# Tweed River (Blackwood River)
Der Tweed River ist ein Fluss im Südwesten des australischen Bundesstaates Western Australia.

## Geografie
Der Fluss entspringt rund 20 Kilometer südöstlich von Mayanup im nördlichen Teil der Tone Perup Nature Reserve. Er fließt in nordwestlicher Richtung durch unbesiedeltes Gebiet. Etwa sieben Kilometer südwestlich von Mayanup mündet er in den Blackwood River.

### Nebenflüsse mit Mündungshöhen
Nebenflüsse des Tweed River sind:
- Dwalganup Brook – 199 m